# Phim tài liệu

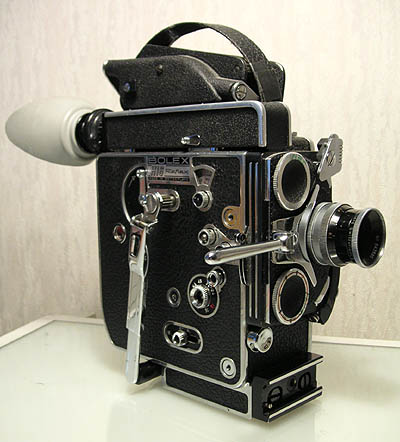
Máy quay phản xạ Bolex "H16" lò xo 16 mm là máy quay phổ biến được sử dụng trong các trường quay phim.

Phim tài liệu là một bộ phim chuyển động, không hư cấu nhằm mục đích "ghi lại hiện thực, chủ yếu cho mục đích giảng dạy, giáo dục hoặc duy trì hồ sơ lịch sử ". Làm phim tài liệu đã được mô tả là "một thực hành làm phim, truyền thống điện ảnh và phương thức tiếp nhận khán giả liên tục phát triển và không có ranh giới rõ ràng". Phim tài liệu ban đầu được gọi là "phim thực tế ", và có độ dài một phút hoặc ít hơn. Theo thời gian, phim tài liệu đã phát triển dài hơn và bao gồm nhiều danh mục hơn; một số ví dụ là: giáo dục, quan sát và tài liệu giả tưởng . Phim tài liệu có nghĩa là các tác phẩm thông tin, và thường được sử dụng trong các trường học, như một nguồn tài nguyên để dạy các nguyên lý khác nhau.
Các nền tảng truyền thông xã hội, chẳng hạn như YouTube, đã cung cấp lối đi cho sự phát triển của thể loại phim tài liệu. Những nền tảng này đã tăng khả năng phân phối và khả năng tiếp cận; do đó chúng đã giúp tăng cường khả năng giáo dục một lượng người xem lớn hơn và mở rộng phạm vi của lượng người nhận được thông tin.

## Định nghĩa

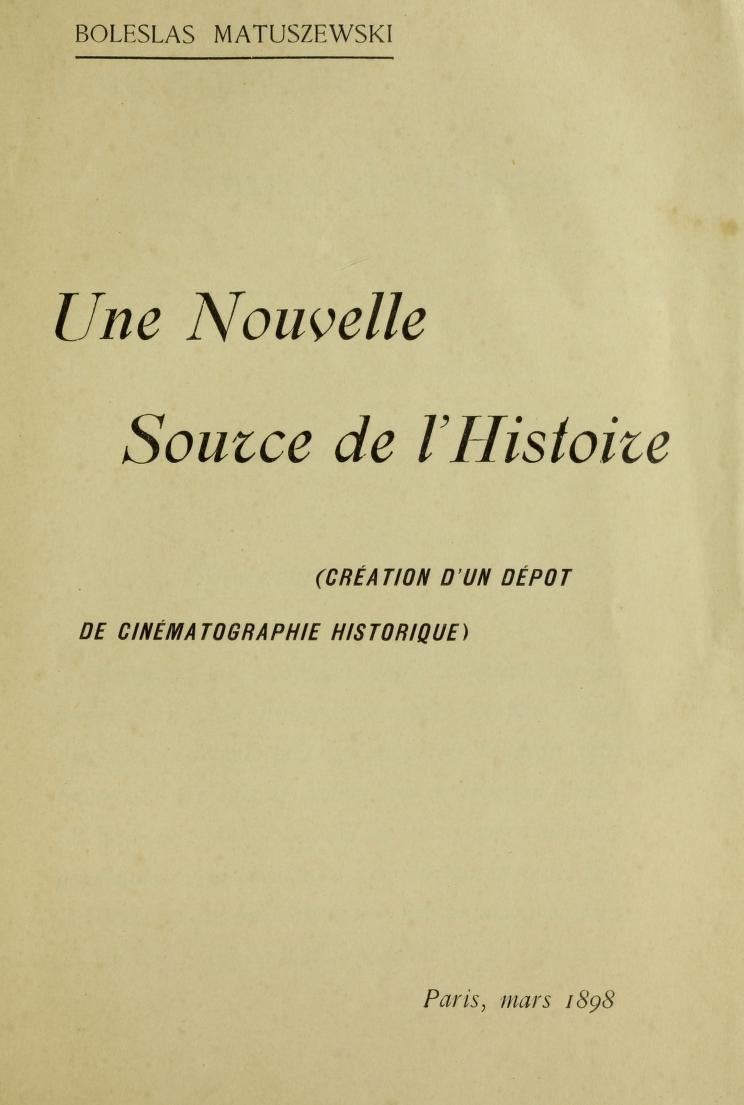
Bìa cuốn sách Matuszewski Une nouvelle source de l'histoire. (Một nguồn mới của lịch sử) từ năm 1898, ấn phẩm đầu tiên về chức năng tài liệu của điện ảnh.

Nhà văn và nhà làm phim người Ba Lan Bolesław Matuszewski là một trong số những người xác định phương thức làm phim tài liệu. Ông đã viết hai trong số những tác phẩm sớm nhất về điện ảnh Une nouvelle source de l'histoire (Một nguồn mới của lịch sử) và La photosie animée (Chụp ảnh hoạt hình). Cả hai đều được xuất bản năm 1898 bằng tiếng Pháp và trong số các tác phẩm viết sớm để xem xét giá trị lịch sử và tài liệu của bộ phim.  Matuszewski cũng là một trong những nhà làm phim đầu tiên đề xuất việc tạo ra một nơi lưu trữ phim để thu thập và giữ các tài liệu hình ảnh một cách an toàn.
Trong văn cảnh phổ biến, từ "phim tài liệu" được đặt ra bởi nhà làm phim tài liệu người Scotland John Grierson trong bài phê bình về bộ phim Moana (1926) của Robert Flaherty, được xuất bản trên tờ New York Sun vào ngày 8 tháng 2 năm 1926, do "The Moviegoer" (bút danh của Grierson) viết.
Nguyên tắc làm phim tài liệu của Grierson là tiềm năng quan sát cuộc sống của điện ảnh có thể được khai thác trong một hình thức nghệ thuật mới; rằng diễn viên "nguyên bản" và cảnh "nguyên bản" là những hướng dẫn tốt hơn so với các đối tác giả tưởng của họ để giải thích thế giới hiện đại; và các tài liệu "do đó được lấy từ nguyên liệu" có thể thực tế hơn các cảnh đã đóng. Về vấn đề này, định nghĩa tài liệu của Grierson là "đối xử sáng tạo với thực tế"  đã được chấp nhận, trái ngược với sự khiêu khích của nhà làm phim Liên Xô Dziga Vertov để thể hiện "cuộc sống như hiện tại" (nghĩa là, cuộc sống được quay một cách lén lút) và "cuộc sống khi bị bắt gặp bất ngờ" (cuộc sống bị máy ảnh làm kích động hoặc ngạc nhiên).
Nhà phê bình phim người Mỹ Pare Lorentz định nghĩa một bộ phim tài liệu là "một bộ phim thực tế đầy kịch tính". Những người khác nói thêm rằng một bộ phim tài liệu nổi bật so với các loại phim phi hư cấu khác với mục đích đưa ra ý kiến, và một thông điệp cụ thể, cùng với các sự kiện mà nó trình bày.
Thực hành phim tài liệu là quá trình phức tạp để tạo ra các dự án phim tài liệu. Nó đề cập đến những gì mọi người làm với các thiết bị truyền thông, nội dung, hình thức và chiến lược sản xuất để giải quyết các vấn đề và lựa chọn sáng tạo, đạo đức và khái niệm phát sinh khi làm phim tài liệu.
Làm phim tài liệu có thể được sử dụng như một hình thức báo chí, vận động, hoặc thể hiện cá nhân.

## Lịch sử

### Trước năm 1900
Các phim đời đầu (trước năm 1900) bị chi phối bởi sự mới lạ khi trình chiếu một sự kiện. Chúng là những khoảnh khắc một lần được ghi lại trên phim: một chuyến tàu vào ga, một chiếc thuyền, hoặc công nhân nhà máy hết ca làm việc. Những bộ phim ngắn này được gọi là phim "thực tế"; thuật ngữ "phim tài liệu" không được đặt ra cho đến năm 1926. Nhiều bộ phim đầu tiên, chẳng hạn như những bộ phim do Auguste và Louis Lumière sản xuất, có thời lượng một phút hoặc ít hơn, do những hạn chế về công nghệ ( ví dụ trên YouTube ).
Những bộ phim cho thấy nhiều người ( ví dụ, rời khỏi một nhà máy ) thường được thực hiện vì lý do thương mại: những người được quay phim rất háo hức trả tiền để xem bộ phim mà họ có mặt trong đó. Một bộ phim đáng chú ý có thời lượng hơn một tiếng rưỡi, The Corbett-Fitzsimmons Fight . Sử dụng công nghệ lặp phim mang tính tiên phong, Enoch J. Vector đã trình bày toàn bộ cuộc chiến giành giải thưởng nổi tiếng năm 1897 trên màn ảnh cinema trên toàn nước Mỹ.
Vào tháng 5 năm 1896, Bolesław Matuszewski đã ghi lại trên phim một vài ca phẫu thuật tại bệnh viện Warsaw và Saint Petersburg . Năm 1898, bác sĩ phẫu thuật người Pháp Eugène-Louis Doyen đã mời Bolesław Matuszewski và Clément Maurice và đề nghị họ ghi lại các ca phẫu thuật của ông. Họ bắt đầu quay một loạt phim phẫu thuật tại Paris vào khoảng trước tháng 7 năm 1898.  Cho đến năm 1906 trong chuỗi bộ phim cuối cùng của ông, Doyen đã ghi lại hơn 60 ca phẫu thuật. Doyen nói rằng những bộ phim đầu tiên của ông đã dạy ông cách sửa chữa những lỗi chuyên nghiệp mà Doyen không hề hay biết. Vì mục đích khoa học, sau năm 1906, Doyen đã tổng hợp 15 bộ phim của mình thành ba phần tổng hợp, hai trong số đó còn lại cho đến ngày nay, gồm chuỗi sáu phim Extirpation des tumeurs encapsulées (1906), và bốn phim Les Opéations sur la cavité crânienne (1911). Những bộ phim này và năm bộ phim khác của Doyen là còn lại đến ngày nay.

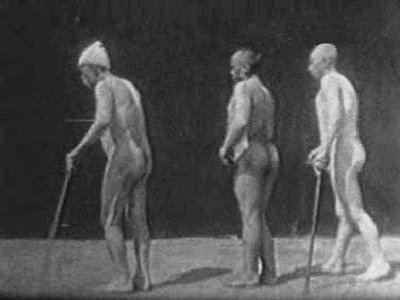
Khung hình từ một trong những bộ phim khoa học của Marinescu (1899).

Giữa tháng 7 năm 1898 và 1901, giáo sư người Rumani Gheorghe Marinescu đã thực hiện nhiều bộ phim khoa học tại phòng khám thần kinh của ông ở Bucharest:  Walking Troubles of Organic Hemiplegy (1898), The Walking Troubles of Organic Paraplegies (1899), A Case of Hysteric Hemiplegy Healed Through Hypnosis (1899), The Walking Troubles of Progressive Locomotion Ataxy (1900) và llnesses of the Muscles (1901). Tất cả những bộ phim ngắn này đã được bảo tồn đến ngày nay. Ông gọi các tác phẩm của mình là "nghiên cứu với sự trợ giúp của nhà quay phim" và công bố kết quả, cùng với nhiều khung hình liên tiếp, trong các số của tạp chí "La Semaine Médicale" từ Paris, giữa năm 1899 và 1902.  Năm 1924, Auguste Lumiere đã nhận ra giá trị của các bộ phim khoa học của Marinescu: "Tôi đã xem các báo cáo khoa học của bạn về việc sử dụng máy quay phim trong các nghiên cứu về bệnh thần kinh, khi tôi vẫn còn nhận được" La Semaine Médicale ", nhưng sau đó tôi đã có mối quan tâm khác, khiến tôi không có thời gian rảnh để bắt đầu nghiên cứu sinh học. Tôi phải nói rằng tôi đã quên những tác phẩm đó và tôi biết ơn bạn rằng bạn đã nhắc tôi về chúng. Thật không may, không có nhiều nhà khoa học đã đi theo cách làm việc của bạn."